# Thomas Harbaum
Thomas Harbaum ist ein deutscher Generalarzt der Luftwaffe der Bundeswehr, der seit 2022 als Kommandeur und Ärztlicher Direktor des Bundeswehrkrankenhauses Hamburg eingesetzt wird.

## Leben
Thomas Harbaum trat 1984 in die Bundeswehr ein und absolvierte zunächst seine Offiziergrundausbildung an der Sanitätsakademie der Bundeswehr in München, bevor er 1985 sein Medizinstudium an der Universität Münster begann, welches er 1991 abschloss. Danach war er bis 1993 im Bundeswehrkrankenhaus in Hamburg eingesetzt. Es schloss sich von 1993 bis 1998 eine Verwendung als Truppenarzt, Staffelchef und Fliegerarzt beim Lufttransportgeschwader 63 in Hohn bei Rendsburg an. Von 1998 bis 1999 absolvierte Harbaum eine Weiterbildung in klinischer Tropenmedizin am Instituto de Medicina Tropicale in Manaus in Brasilien und danach bis 2000 eine Weiterbildung in klinischer Tropenmedizin und Infektiologie am Bernhard-Nocht-Institut für Tropenmedizin in Hamburg.
Nach einem erneuten Forschungsaufenthalt am Instituto de Medicina Tropicale in Manaus war er als Truppenarzt beim Jagdbombergeschwader 31 in Kerpen/Nörvenich eingesetzt. Von 2001 bis 2002 absolvierte er ein weiteres Studium an der London School of Hygiene & Tropical Medicine und erwarb dort einen Master of Science in Public Health in Developing Countries. Von 2002 bis 2005 war er als Dezernatsleiter für Medical Intelligence im Sanitätsamt der Bundeswehr in München eingesetzt und übernahm anschließend für zwei Jahre den Fachbereich Tropenmedizin des Bundeswehrkrankenhauses Hamburg am Bernhard-Nord-Institut als Leitender Arzt. Von 2007 bis 2009 war er im Bundesministerium der Verteidigung als stellvertretender Referatsleiter für Grundsatz und Konzeption internationale Zusammenarbeit im Führungsstab des Sanitätsdienstes eingesetzt und anschließend von 2009 bis 2012 stellvertretender Direktor und Chef des Stabes des NATO Center of Excellence for Military Medicine in Budapest in Ungarn. Von 2012 bis 2013 war Harbaum Referatsleiter für die Konzeption internationaler Kooperation und Wehrmedizinische Forschung im Kommando Sanitätsdienst der Bundeswehr in Koblenz. Von 2013 bis 2016 schloss sich die Verwendung als Institutsleiter des Zentralinstituts des Sanitätsdienstes, ebenfalls in Koblenz, an.
Von 2016 bis 2020 war er Unterabteilungsleiter VI und von 2020 bis 2022 im BMVg als Referatsleiter in der Abteilung Führung Streitkräfte, Referat San 3, eingesetzt, bevor er am 1. April 2022 das Kommando über das Bundeswehrkrankenhaus Hamburg übernahm und 2024 zum Generalarzt befördert wurde.
Harbaum nahm unter anderem an Auslandeinsätzen der Bundeswehr in Somalia, Afghanistan und der Demokratischen Republik Kongo teil.